# 저것이 파리의 등불이다
저것이 파리의 등불이다(The Spirit Of St. Louis)는 미국에서 제작된 빌리 와일더 감독의 1957년 모험, 드라마 영화이다. 제임스 스튜어트 등이 주연으로 출연하였고 리랜드 헤이워드 등이 제작에 참여하였다.

## 출연

### 주연
- 제임스 스튜어트
- 머레이 해밀턴

### 조연
- 패트리샤 스미스
- 바틀렛 로빈슨
- 마크 코넬리
- 아서 스페이스
- 찰스 와츠
- 얼빌 앨더슨
- 그리프 바넷
- 폴 버치
- 유진 보든
- 폴 브리니가
- 로버트 버튼
- 존 칼라일
- 버지니아 크리스틴
- 로버트 콘스웨이트
- 잭 댈리
- 리처드 데콘
- 로이 고든
- 데브 그리어
- 올린 하랜드
- 자니 리
- 넬슨 리
- 허버트 라이턴
- 모리스 맨슨
- 데이빗 오릭 맥디어먼
- 데이빗 맥마혼
- 고든 미첼
- 앤 모리슨
- 제임스 오레어
- 리 로버츠
- 시드 세일러
- 조지 셀크
- 애론 스펠링
- 맥스 와그너
- 레이 월커
- 할런 워드
- 로버트 윌리엄스
- 카리턴 영
- 치프 요러치

## 제작진
- 각색: 찰스 레더럴
- 원작자: 찰스 A. 린드버프
- 세트: 윌리엄 L. 쿠엘